# Балтиец (Выборгский район)
Балтиец (до 1948 — Вилайоки, фин. Vilajoki) — посёлок  в Селезнёвском сельском поселении Выборгского района Ленинградской области.

## Название
Зимой 1948 года деревне Вилайоки, согласно названию местного сельсовета и колхоза «Балтиец», было присвоено наименование «Балтиец».  
Переименование было закреплено указом Президиума ВС РСФСР от 13 января 1949 года.

## История

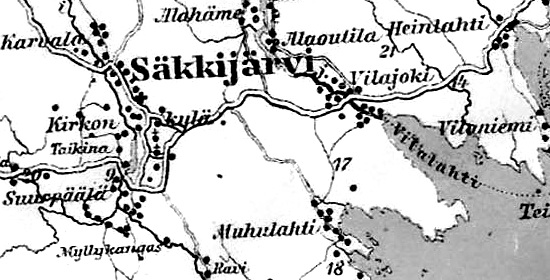
Деревня Вилайоки на финской карте 1923 года

До 1939 года деревня Вилайоки входила в состав волости Сяккиярви Выборгской губернии Финляндской республики.
С 1 января 1940 года по 31 октября 1944 года — в составе Карело-Финской ССР.
С 1 июля 1941 года по 31 мая 1944 года — финская оккупация. 
С 1 ноября 1944 года в составе Сяккиярвского сельсовета Выборгского района.
С 1 октября 1948 года в составе Кондратьевского сельсовета. В ходе укрупнения хозяйства деревня Вилайоки была объединена с соседней деревней Алаурпала.
С 1 января 1949 года учитывается административными данными как деревня Балтиец. 
С 1 октября 1950 года в составе Андреевского сельсовета. 
В 1952 году население деревни составляло 108 человек.
С 1 января 1965 года вновь в составе Кондратьевского сельсовета. В 1965 году население деревни составляло 97 человек.
Согласно административным данным 1966, 1973 и 1990 годов посёлок Балтиец входил в состав Кондратьевского сельсовета.
В 1997 году в посёлке Балтиец Кондратьевской волости проживали 15 человек, в 2002 году — 24 человека (все русские).
В 2007 году в посёлке Балтиец Селезнёвского СП проживали 15 человек, в 2010 году — 72 человека.

## География
Посёлок находится в западной части района на автодороге А181 (часть E 18) «Скандинавия» (Санкт-Петербург — Выборг — граница с Финляндией).
Расстояние до административного центра поселения — 24 км.
Расстояние до ближайшей железнодорожной станции Пригородная — 25 км.
Посёлок находится на берегу Выборгского залива — залив Балтиец. Через посёлок протекает река Великая.

## Демография
| 2007 | 2010 | 2017 | 2021 |
| ---- | ---- | ---- | ---- |
| 15   | ↗72  | ↘30  | ↗93  |

## Улицы
Балтийская, Балтийский проезд, Берёзовый проезд, Береговой проезд, Вишнёвый проезд, Воинской Славы, Грибной проезд, Заречная, Камышовая, Королевская дорога, Луговая, Морская, Озёрная, Радужная, Речная, Рыбацкая, Рыбацкий проезд, Скандинавская, Солнечный проезд, Форелевый проезд, Хельсинкская, Цветочный проезд, Ягодная.